# Choir Of Young Believers
Choir Of Young Believers is een Deense band  uit Kopenhagen. De band is een muzikaal project van zanger en gitarist Jannis Noya Makrigiannis en bestaat uit een wisselende samenstelling van musici. 
Het nummer Hollow Talk werd gebruikt als titeltrack van de Scandinavische politieserie The Bridge.
Makrigiannis overleed in december 2022 na een kort ziekbed op 39-jarige leeftijd.

## Bezetting

### Actieve bandleden
- Cæcilie Trier: cello, achtergrondzang
- Jakob Millung: basgitaar
- Bo Rande: brassinstrumenten, toetsen, achtergrondzang
- Sonja Labianca: piano
- Lasse Herbst: percussie
- Casper Henning Hansen: drums, percussie

### Voormalige bandleden
- Jannis Noya Makrigiannis: zang, gitaar, piano, basgitaar, toetsen, percussie (overleed in 2022)
- Mette Sand Hersoug: viool, fluit, achtergrondzang (tot 2008)
- Fridolin: basgitaar, drums, percussie, trompet, fluit, toetsen, achtergrondzang (tot 2008)
- Nicolai Koch: piano (tot 2008)
- Frederik Nordsø: percussie (tot 2008)
- Anders Rhedin: toetsen, drums, gitaar, percussie, achtergrondzang (tot 2008)

## Discografie

### Albums
- 2007: Burn the Flag (EP)
- 2007: Choir vs. Evil (EP)
- 2008: This Is for the White in Your Eyes
- 2012: Rhine Gold
- 2016: Grasque
- 2022: Holy Smoker

- Library of Congress Control Number: n2014077556
- MusicBrainz: 06aa617f-b589-433b-82df-a19ae00d8aca
- Virtual International Authority File: 280856268